# Górnik Zabrze w Pucharze Polski
|  | Ten artykuł jest rozszerzeniem hasła: Górnik Zabrze |

Górnik, we wszystkich swoich występach, zdobył sześć Pucharów Polski. Jako jedyny z polskich klubów, zdobył trofeum pięć razy z rzędu, a było to w latach 1968–1972. Zespół Górnika poległ w finale siedem razy. Zabrzanie dziewięć razy odpadali w półfinale rozgrywek.

## Górnik Zabrze w Pucharze Polski
| Górnik Zabrze w Pucharze Polski |          |                                                   |                   |
| Sezon                           | Runda    | Przeciwnik                                        | Wynik             |
| 1952                            | II run.  | Górnik Zabrze – Włókniarz (Garbarnia) Kraków      | 2:1               |
| 1952                            | III run. | Górnik Zabrze – Stal (Warta) Poznań               | 4:2               |
| 1952                            | IV run.  | Górnik Zabrze – Budowlani (AKS) Chorzów           | 1:0               |
| 1952                            | V run.   | Górnik Zabrze – CWKS (Legia) Ib Warszawa          | 1:2               |
| 1954                            | I run.   | Gryf Słupsk – Górnik Zabrze                       | 1:2               |
| 1954                            | 1/16     | Budowlani (Lechia) II Gdańsk – Górnik Zabrze      | 1:0 dogr./0:3 vo. |
| 1954                            | 1/8      | Górnik Radlin – Górnik Zabrze                     | 1:0               |
| 1954/55                         | 1/16     | Wisła Kraków – Górnik Zabrze                      | 2:0               |
| 1955/56                         | 1/16     | Górnik Zabrze – Górnik Radlin                     | 3:1               |
| 1955/56                         | 1/8      | Górnik Zabrze – Zawisza Bydgoszcz                 | 2:1               |
| 1955/56                         | 1/4      | Górnik Zabrze – Górnik Wałbrzych                  | 5:0               |
| 1955/56                         | 1/2      | Wisła Kraków – Górnik Zabrze                      | 1:2 dogr.         |
| 1955/56                         | F        | Legia Warszawa – Górnik Zabrze                    | 3:0               |
| 1956/57                         | 1/16     | ŁKS II Łódź – Górnik Zabrze                       | 1:2               |
| 1956/57                         | 1/8      | Lechia Gdańsk – Górnik Zabrze                     | 0:3               |
| 1956/57                         | 1/4      | Górnik Zabrze – Ruch Chorzów                      | 2:1 dogr.         |
| 1956/57                         | 1/2      | Unia Racibórz – Górnik Zabrze                     | 2:7               |
| 1956/57                         | F        | ŁKS Łódź – Górnik Zabrze                          | 2:1               |
| 1961/62                         | 1/16     | Wawel Kraków – Górnik Zabrze                      | 1:2               |
| 1961/62                         | 1/8      | Górnik Zabrze – Gwardia Warszawa                  | 3:0               |
| 1961/62                         | 1/4      | Ruch Chorzów – Górnik Zabrze                      | 2:3               |
| 1961/62                         | 1/2      | Górnik Zabrze – Odra Opole                        | 2:1               |
| 1961/62                         | F        | Zagłębie Sosnowiec – Górnik Zabrze                | 2:1               |
| 1962/63                         | 1/16     | Urania Ruda Śląska – Górnik Zabrze                | 0:2               |
| 1962/63                         | 1/8      | Slavia Ruda Śląska – Górnik Zabrze                | 1:5               |
| 1962/63                         | 1/4      | Lech Poznań – Górnik Zabrze                       | 2:4               |
| 1962/63                         | 1/2      | Górnik Zabrze – Ruch Chorzów                      | 0:2               |
| 1963/64                         | 1/16     | GKS Katowice – Górnik Zabrze                      | 2:0               |
| 1964/65                         | 1/16     | Lublinianka Lublin – Górnik Zabrze                | 1:3 dogr.         |
| 1964/65                         | 1/8      | ROW Rybnik – Górnik Zabrze                        | 1:3               |
| 1964/65                         | 1/4      | Śląsk Wrocław – Górnik Zabrze                     | 1:3               |
| 1964/65                         | 1/2      | Legia Warszawa – Górnik Zabrze                    | 1:2 dogr.         |
| 1964/65                         | F        | Górnik Zabrze – Czarni Żagań                      | 4:0               |
| 1965/66                         | 1/16     | Cracovia – Górnik Zabrze                          | 2:3 dogr.         |
| 1965/66                         | 1/8      | Odra Opole – Górnik Zabrze                        | 1:5               |
| 1965/66                         | 1/4      | Śląsk Wrocław – Górnik Zabrze                     | 0:4               |
| 1965/66                         | 1/2      | Szombierki II Bytom – Górnik Zabrze               | 1:2               |
| 1965/66                         | F        | Legia Warszawa – Górnik Zabrze                    | 2:1 dogr.         |
| 1966/67                         | 1/16     | Garbarnia Kraków – Górnik Zabrze                  | 3:2               |
| 1967/68                         | 1/16     | Wawel Kraków – Górnik Zabrze                      | 0:5               |
| 1967/68                         | 1/8      | ŁKS Łódź – Górnik Zabrze                          | 1:4               |
| 1967/68                         | 1/4      | Górnik Zabrze – Zagłębie Sosnowiec                | 1:0               |
| 1967/68                         | 1/2      | Lech II Poznań – Górnik Zabrze                    | 0:2               |
| 1967/68                         | F        | Górnik Zabrze – Ruch Chorzów                      | 3:0               |
| 1968/69                         | 1/16     | Cracovia – Górnik Zabrze                          | 2:3               |
| 1968/69                         | 1/8      | Olimpia Poznań – Górnik Zabrze                    | 1:2               |
| 1968/69                         | 1/4      | Górnik Zabrze – Szombierki Bytom                  | 3:3, 2:0          |
| 1968/69                         | 1/2      | Gwardia Warszawa – Górnik Zabrze                  | 1:1, 0:2          |
| 1968/69                         | F        | Górnik Zabrze – Legia Warszawa                    | 2:0               |
| 1969/70                         | 1/16     | Siemianowiczanka Siemianowice Śl. – Górnik Zabrze | 0:2               |
| 1969/70                         | 1/8      | Górnik Zabrze – Pogoń Szczecin                    | 2:0               |
| 1969/70                         | 1/4      | Lublinianka Lublin – Górnik Zabrze                | 1:1, 2:5          |
| 1969/70                         | 1/2      | Zagłębie Sosnowiec – Górnik Zabrze                | 0:2, 1:0          |
| 1969/70                         | F        | Górnik Zabrze – Ruch Chorzów                      | 3:1               |
| 1970/71                         | 1/16     | Wawel Kraków – Górnik Zabrze                      | 0:2               |
| 1970/71                         | 1/8      | Górnik Zabrze – Stal Rzeszów                      | 4:2               |
| 1970/71                         | 1/4      | Górnik Zabrze – Gwardia Warszawa                  | 3:1, 1:2          |
| 1970/71                         | 1/2      | Górnik Zabrze – Ruch Chorzów                      | 1:1, 1:1, k – 2:1 |
| 1970/71                         | F        | Górnik Zabrze – Zagłębie Sosnowiec                | 3:1               |
| 1971/72                         | 1/16     | Naprzód Rydułtowy – Górnik Zabrze                 | 0:0, k – 3:4      |
| 1971/72                         | 1/8      | Górnik Zabrze – ROW Rybnik                        | 4:0               |
| 1971/72                         | 1/4      | Stal Rzeszów – Górnik Zabrze                      | 0:2, 0:3          |
| 1971/72                         | 1/2      | Ruch Chorzów – Górnik Zabrze                      | 3:1, 0:3          |
| 1971/72                         | F        | Górnik Zabrze – Legia Warszawa                    | 5:2               |
| 1972/73                         | 1/8      | Urania Ruda Śląska – Górnik Zabrze                | 1:2               |
| 1972/73                         | 1/4      | Odra Wrocław – Górnik Zabrze                      | 2:1, 1:1          |
| 1973/74                         | 1/16     | Górnik Radlin – Górnik Zabrze                     | 0:1               |
| 1973/74                         | 1/8      | Piast Gliwice – Górnik Zabrze                     | 0:1               |
| 1973/74                         | 1/4      | Arkonia Szczecin – Górnik Zabrze                  | 0:2               |
| 1973/74                         | 1/2      | Ruch Chorzów – Górnik Zabrze                      | 2:2, k – 7:6      |
| 1974/75                         | 1/16     | Hutnik Nowa Huta – Górnik Zabrze                  | 1:3               |
| 1974/75                         | 1/8      | Zagłębie Lubin – Górnik Zabrze                    | 0:1               |
| 1974/75                         | 1/4      | GKS Katowice – Górnik Zabrze                      | 0:1               |
| 1974/75                         | 1/2      | ROW II Rybnik – Górnik Zabrze                     | 2:1               |
| 1975/76                         | 1/16     | Stal Ostrów Wielkopolski – Górnik Zabrze          | 0:4               |
| 1975/76                         | 1/8      | Gwardia Koszalin – Górnik Zabrze                  | 1:1, k – 7:6      |
| 1976/77                         | 1/16     | Lechia Gdańsk – Górnik Zabrze                     | 0:2 dogr.         |
| 1976/77                         | 1/8      | Górnik Zabrze – Legia Warszawa                    | 0:1               |
| 1977/78                         | 1/16     | Stal Rzeszów – Górnik Zabrze                      | 0:4               |
| 1977/78                         | 1/8      | Odra Wodzisław Śląski – Górnik Zabrze             | 4:2               |
| 1978/79                         | II run.  | Ostrovia Ostrów Wielkopolski – Górnik Zabrze      | 0:1               |
| 1978/79                         | III run. | Piast Nowa Ruda – Górnik Zabrze                   | 3:1               |
| 1979/80                         | II run.  | Prokocim Kraków – Górnik Zabrze                   | 2:5               |
| 1979/80                         | III run. | Chemik Kędzierzyn-Koźle – Górnik Zabrze           | 0:2               |
| 1979/80                         | 1/16     | Górnik Zabrze – Stal Mielec                       | 2:1               |
| 1979/80                         | 1/8      | Stal Stocznia Szczecin – Górnik Zabrze            | 2:0               |
| 1980/81                         | 1/16     | Zagłębie Wałbrzych – Górnik Zabrze                | 2:0               |
| 1981/82                         | 1/16     | Piast Gliwice – Górnik Zabrze                     | 0:2               |
| 1981/82                         | 1/8      | Gwardia Warszawa – Górnik Zabrze                  | 1:2               |
| 1981/82                         | 1/4      | Górnik Zabrze – ŁKS Łódź                          | 2:1               |
| 1981/82                         | 1/2      | Pogoń Szczecin – Górnik Zabrze                    | 2:1 dogr.         |
| 1982/83                         | 1/16     | Avia Świdnik – Górnik Zabrze                      | 0:2               |
| 1982/83                         | 1/8      | Radomiak Radom – Górnik Zabrze                    | 1:4               |
| 1982/83                         | 1/4      | Górnik Zabrze – Ruch Chorzów                      | 0:1               |
| 1983/84                         | 1/16     | Polonez Warszawa – Górnik Zabrze                  | 1:2               |
| 1983/84                         | 1/8      | Legia Warszawa – Górnik Zabrze                    | 2:3 dogr.         |
| 1983/84                         | 1/4      | Ruch Chorzów – Górnik Zabrze                      | 1:0, 1:0          |
| 1984/85                         | 1/16     | Hutnik Kraków – Górnik Zabrze                     | 0:1               |
| 1984/85                         | 1/8      | Gwardia Warszawa – Górnik Zabrze                  | 0:3               |
| 1984/85                         | 1/4      | Górnik Zabrze – Legia Warszawa                    | 3:1, 2:2          |
| 1984/85                         | 1/2      | Widzew Łódź – Górnik Zabrze                       | 3:0, 1:3          |
| 1985/86                         | 1/16     | Start Łódź – Górnik Zabrze                        | 0:1               |
| 1985/86                         | 1/8      | Zagłębie Sosnowiec – Górnik Zabrze                | 0:2               |
| 1985/86                         | 1/4      | Śląsk Wrocław – Górnik Zabrze                     | 1:1, 2:5          |
| 1985/86                         | 1/2      | Górnik Zabrze – ŁKS Łódź                          | 6:1, 1:2          |
| 1985/86                         | F        | GKS Katowice – Górnik Zabrze                      | 4:1               |
| 1986/87                         | 1/16     | Siarka Tarnobrzeg – Górnik Zabrze                 | 2:3               |
| 1986/87                         | 1/8      | Zagłębie Sosnowiec – Górnik Zabrze                | 0:1               |
| 1986/87                         | 1/4      | GKS Katowice – Górnik Zabrze                      | 1:0, 2:1          |
| 1987/88                         | 1/16     | Polonia Bydgoszcz – Górnik Zabrze                 | 1:2               |
| 1987/88                         | 1/8      | Górnik Zabrze – Lechia Gdańsk                     | 4:0               |
| 1987/88                         | 1/4      | Śląsk Wrocław – Górnik Zabrze                     | 1:2, 0:6          |
| 1987/88                         | 1/2      | Legia Warszawa – Górnik Zabrze                    | 1:0, 2:2          |
| 1988/89                         | 1/16     | Wisłoka Dębica – Górnik Zabrze                    | 0:0, k – 4:5      |
| 1988/89                         | 1/8      | GKS Jastrzębie – Górnik Zabrze                    | 1:3               |
| 1988/89                         | 1/4      | Górnik Zabrze – Legia Warszawa                    | 2:3, 0:2          |
| 1989/90                         | 1/16     | Hutnik Kraków – Górnik Zabrze                     | 2:1               |
| 1990/91                         | 1/16     | Resovia – Górnik Zabrze                           | 1:3               |
| 1990/91                         | 1/8      | Jagiellonia Białystok – Górnik Zabrze             | 0:2               |
| 1990/91                         | 1/4      | Górnik Zabrze – GKS Katowice                      | 1:0, 0:2 dogr.    |
| 1991/92                         | 1/16     | Resovia – Górnik Zabrze                           | 0:2               |
| 1991/92                         | 1/8      | GKS Katowice – Górnik Zabrze                      | 0:0, k – 1:3      |
| 1991/92                         | 1/4      | Widzew Łódź – Górnik Zabrze                       | 0:1, 0:1          |
| 1991/92                         | 1/2      | ŁKS Łódź – Górnik Zabrze                          | 1:1, 1:2 dogr.    |
| 1991/92                         | F        | Miedź Legnica – Górnik Zabrze                     | 1:1, k – 4:3      |
| 1992/93                         | 1/16     | Polonia Warszawa – Górnik Zabrze                  | 1:2               |
| 1992/93                         | 1/8      | Zagłębie Wałbrzych – Górnik Zabrze                | 1:1, k – 4:3      |
| 1993/94                         | 1/16     | Zagłębie Lubin – Górnik Zabrze                    | 1:3               |
| 1993/94                         | 1/8      | Siarka Tarnobrzeg – Górnik Zabrze                 | 0:1               |
| 1993/94                         | 1/4      | Górnik Pszów – Górnik Zabrze                      | 1:1, 0:8          |
| 1993/94                         | 1/2      | Legia Warszawa – Górnik Zabrze                    | 5:2, 2:2          |
| 1994/95                         | 1/16     | Jeziorak Iława – Górnik Zabrze                    | 3:1               |
| 1995/96                         | 1/16     | Motor Lublin – Górnik Zabrze                      | 1:3               |
| 1995/96                         | 1/8      | Arka Gdynia – Górnik Zabrze                       | 2:4 dogr.         |
| 1995/96                         | 1/4      | Pogoń Oleśnica – Górnik Zabrze                    | 1:0 dogr.         |
| 1996/97                         | 1/16     | Miedź Legnica – Górnik Zabrze                     | 3:4               |
| 1996/97                         | 1/8      | Legia Warszawa – Górnik Zabrze                    | 1:0               |
| 1997/98                         | 1/16     | Śląsk Wrocław – Górnik Zabrze                     | 0:1               |
| 1997/98                         | 1/8      | Górnik Zabrze – Stomil Olsztyn                    | 2:1               |
| 1997/98                         | 1/4      | Górnik Zabrze – Ruch Radzionków                   | 1:1, k – 7:6      |
| 1997/98                         | 1/2      | Amica Wronki – Górnik Zabrze                      | 3:1 dogr.         |
| 1998/99                         | 1/16     | RKS Radomsko – Górnik Zabrze                      | 1:0               |
| 1999/00                         | 1/16     | Wawel Kraków – Górnik Zabrze                      | 1:3               |
| 1999/00                         | 1/8      | RKS Radomsko – Górnik Zabrze                      | 1:1, k – 5:4      |
| 2000/01                         | 1/16     | Górnik Zabrze – Widzew Łódź                       | 3:0               |
| 2000/01                         | 1/8      | Pogoń Siedlce – Górnik Zabrze                     | 0:2               |
| 2000/01                         | 1/4      | Górnik Łęczna – Górnik Zabrze                     | 0:2, 1:2          |
| 2000/01                         | 1/2      | Odra Opole – Górnik Zabrze                        | 1:1, 0:2          |
| 2000/01                         | F        | Górnik Zabrze – Polonia Warszawa                  | 1:2, 2:2          |
| 2001/02                         | 1/16     | Górnik Zabrze – GKS Katowice                      | 4:1               |
| 2001/02                         | 1/8      | ŁKS Łódź – Górnik Zabrze                          | 2:0               |
| 2002/03                         | 1/16     | Wisła Płock – Górnik Zabrze                       | 3:1 dogr.         |
| 2003/04                         | 1/16     | Promień Żary – Górnik Zabrze                      | 2:7               |
| 2003/04                         | 1/8      | Górnik Zabrze – Legia Warszawa                    | 0:2               |
| 2004/05                         | Gr       | Podbeskidzie Bielsko-Biała – Górnik Zabrze        | 3:2               |
| 2004/05                         | Gr       | Górnik Zabrze – GKS Katowice                      | 1:0               |
| 2004/05                         | Gr       | Skalnik Gracze – Górnik Zabrze                    | 0:5               |
| 2004/05                         | Gr       | Górnik Zabrze – Podbeskidzie Bielsko-Biała        | 3:1               |
| 2004/05                         | Gr       | GKS Katowice – Górnik Zabrze                      | 1:2               |
| 2004/05                         | Gr       | Górnik Zabrze – Skalnik Gracze                    | 2:1               |
| 2004/05                         | 1/8      | Legia Warszawa – Górnik Zabrze                    | 1:0, 1:2, k – 3:2 |
| 2005/06                         | 1/16     | Górnik Zabrze – Radomiak Radom                    | 0:1, 0:3          |
| 2006/07                         | 1/16     | Mieszko Gniezno – Górnik Zabrze                   | 0:1               |
| 2006/07                         | 1/8      | Górnik Zabrze – Korona Kielce                     | 0:5               |
| 2007/08                         | 1/16     | Lechia Gdańsk – Górnik Zabrze                     | 2:2, k – 5:4      |
| 2008/09                         | 1/16     | GKS Katowice – Górnik Zabrze                      | 3:4 dogr.         |
| 2008/09                         | 1/8      | Wisła Kraków – Górnik Zabrze                      | 2:1               |
| 2009/10                         | 1/16     | Zagłębie Sosnowiec – Górnik Zabrze                | 2:0               |
| 2010/11                         | I run.   | Wisła Płock – Górnik Zabrze                       | 1:3               |
| 2010/11                         | 1/16     | Górnik Zabrze – Lechia Gdańsk                     | 0:2               |
| 2011/12                         | 1/16     | Dolcan Ząbki – Górnik Zabrze                      | 0:1               |
| 2011/12                         | 1/8      | Gryf Wejherowo – Górnik Zabrze                    | 1:0               |
| 2012/13                         | 1/16     | Flota Świnoujście – Górnik Zabrze                 | 2:1               |
| 2013/14                         | 1/16     | GKS Bełchatów – Górnik Zabrze                     | 0:2               |
| 2013/14                         | 1/8      | Górnik Zabrze – Legia Warszawa                    | 3:1               |
| 2013/14                         | 1/4      | Zawisza Bydgoszcz – Górnik Zabrze                 | 2:1, 3:0          |
| 2014/15                         | 1/16     | Górnik Zabrze – Korona Kielce                     | 2:1               |
| 2014/15                         | 1/8      | Górnik Zabrze – Podbeskidzie Bielsko-Biała        | 2:4               |
| 2015/16                         | 1/16     | Zagłębie Sosnowiec – Górnik Zabrze                | 3:1               |
| 2016/17                         | 1/16     | Górnik Zabrze – Legia Warszawa                    | 3:2 dogr.         |
| 2016/17                         | 1/8      | Górnik Zabrze – Wigry Suwałki                     | 0:2               |
| 2017/18                         | I run.   | ROW Rybnik – Górnik Zabrze                        | 0:2               |
| 2017/18                         | 1/16     | Sokół Ostróda – Górnik Zabrze                     | 1:3               |
| 2017/18                         | 1/8      | Górnik Zabrze – Sandecja Nowy Sącz                | 3:2 dogr.         |
| 2017/18                         | 1/4      | Chojniczanka Chojnice – Górnik Zabrze             | 1:3, 0:3          |
| 2017/18                         | 1/2      | Górnik Zabrze – Legia Warszawa                    | 1:1, 1:2          |
| 2018/19                         | 1/32     | Unia Hrubieszów – Górnik Zabrze                   | 0:9               |
| 2018/19                         | 1/16     | Legionovia Legionowo – Górnik Zabrze              | 0:1               |
| 2018/19                         | 1/8      | Rozwój Katowice – Górnik Zabrze                   | 1:4 dogr.         |
| 2018/19                         | 1/4      | Górnik Zabrze – Lechia Gdańsk                     | 1:2               |
| 2019/20                         | 1/32     | Polonia Środa Wielkopolska – Górnik Zabrze        | 0:6               |
| 2019/20                         | 1/16     | ŁKS Łódź – Górnik Zabrze                          | 2:0               |
| 2020/21                         | 1/32     | Górnik Zabrze – Jagiellonia Białystok             | 3:1               |
| 2020/21                         | 1/16     | KSZO Ostrowiec Świętokrzyski – Górnik Zabrze      | 2:3               |
| 2020/21                         | 1/8      | Raków Częstochowa – Górnik Zabrze                 | 4:2               |
| 2021/22                         | 1/32     | Górnik Zabrze – Radomiak Radom                    | 2:0               |
| 2021/22                         | 1/16     | Ślęza Wrocław – Górnik Zabrze                     | 1:2               |
| 2021/22                         | 1/8      | Piast Gliwice – Górnik Zabrze                     | 0:0, k – 2:4      |
| 2021/22                         | 1/4      | Górnik Zabrze – Lech Poznań                       | 0:2               |
| 2022/23                         | I run.   | Ruch Chorzów – Górnik Zabrze                      | 0:1               |
| 2022/23                         | 1/16     | GKS Katowice – Górnik Zabrze                      | 1:2               |
| 2022/23                         | 1/8      | KKS 1925 Kalisz – Górnik Zabrze                   | 3:3, k – 5:3      |
| 2023/24                         | I run.   | GKS Katowice – Górnik Zabrze                      | 0:4               |
| 2023/24                         | 1/16     | Zagłębie Sosnowiec – Górnik Zabrze                | 1:2 dogr.         |
| 2023/24                         | 1/8      | Pogoń Szczecin – Górnik Zabrze                    | 2:1 dogr.         |
| 2024/25                         | I run.   | Górnik Zabrze – Radomiak Radom                    | 0:1 dogr.         |